# Concierto para trompa n.º 2 (Mozart)

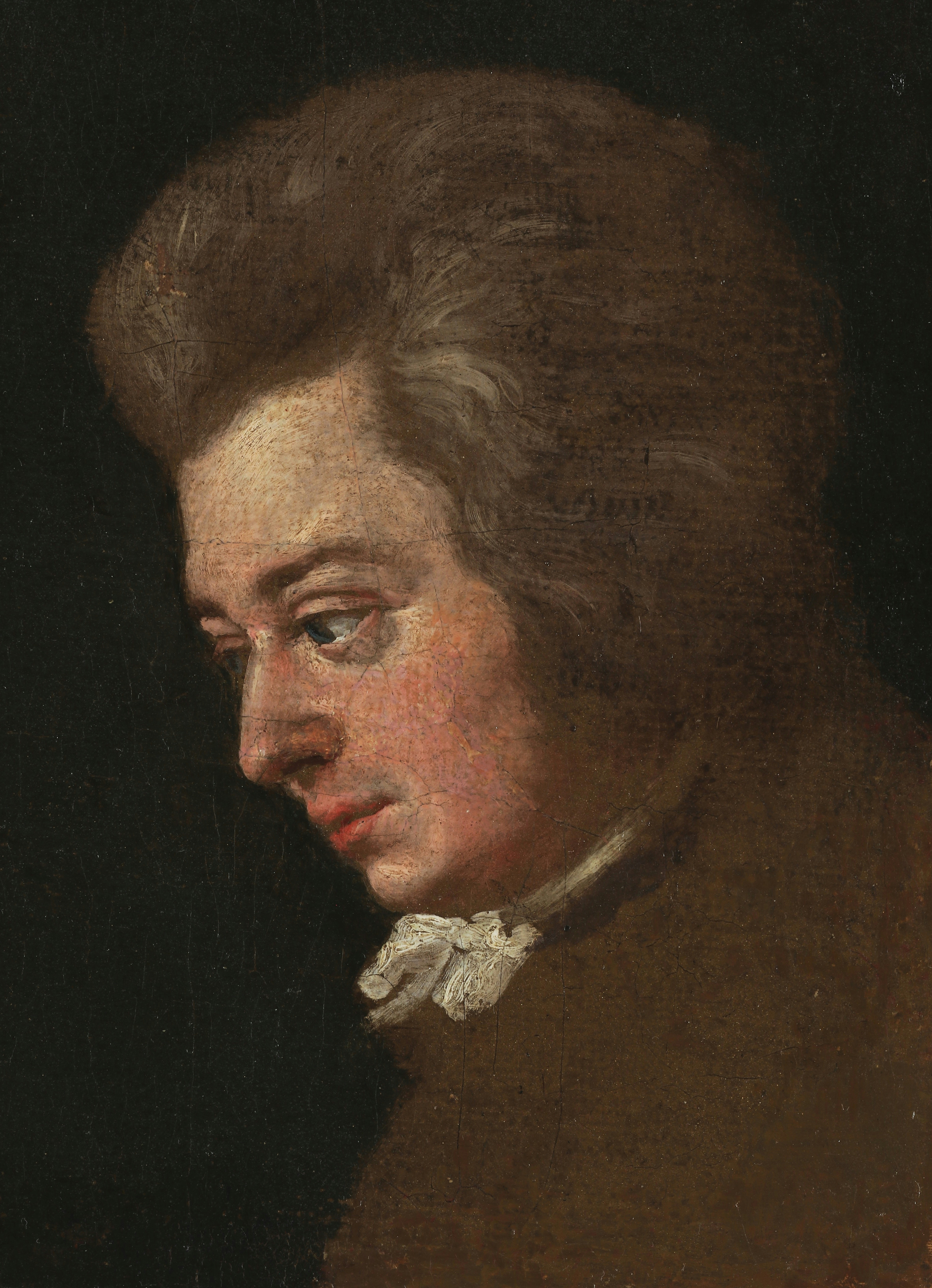
Retrato de Mozart por Joseph Lange en 1782

El Concierto para trompa n.º 2 en mi bemol mayor, K. 417, fue completado en 1783.

## Particularidades de la pieza
El afecto natural que sentía Mozart hacia sus amigos se hace evidente en la curiosa inscripción manuscrita que presenta la partitura:
<<W. A. Mozart se apiada de Leitgeb, asno, buey y tonto en Viena el 27 de mayo de 1783.>>

## Estructura
La obra consta de tres movimientos:
- I. Allegro maestoso.
- II. Andante.
- III. Rondó Più allegro.[2]

## Detalles de la instrumentación
Este es uno de los dos conciertos para trompa de Mozart que no incluye fagotes. Es también uno de los dos conciertos para trompa de Mozart que tiene trompas de ripieno (trompas incluidas en la orquesta aparte de los solistas), aunque en el caso del KV 495, el solo de trompa no duplica la primera parte de ripieno de trompas en los pasajes de tutti.

## Discografía
Dada su duración (no más de 20 minutos), el Concierto se agrupa habitualmente con los otros tres conciertos para el instrumento. La versión más importante es la de Dennis Brain (noviembre de 1953), registrada para la casa EMI con la Orquesta Philharmonia de Londres, bajo la dirección de Herbert von Karajan.